# Крос (езеро)
Вижте пояснителната страница за други значения на Крос.
Езерото Крос (Кръстово или Кръстосано езеро) (на английски: Cross Lake) е 8-ото по големина езеро в провинция Манитоба. Площта му заедно с островите в него е 755 км2, която му отрежда 55-о място сред езерата на Канада. Площта само на водното огледало без островите е 590 км2. Надморската височина на водата е 207 м.
Езерото се намира в централната част на провинцията, на север от езерото Уинипег. Езерото Крос има дължина от югозапад на североизток 64 км. Средна дълбочина 1,25 м, а максимална – 12 м, поради което обемът на водата е малък, едва 0,52 км3. От ноември до юни е покрито с дебела ледена кора, като годишното колебание на водното равнище е от порядъка на ±1,76 м.
Езерото има изключително силно разчленена брегова линия с дължина от 1330 км, с множество заливи, канали, полуострови и острови (площ от 175 км2).
Площта на водосборния му басейн е 8099 km2, като в езерото се вливат множество реки, най-големи от които са реките Нелсън и Минаго. От северната част на езерото изтича река Нелсън, която се влива в Хъдсъновия залив.
През лятото на 1690 г. английският трапер Хенри Келси (1667 – 1724), служител на „Компанията Хъдсънов залив“, търгуваща с ценни животински кожи се изкачва по река Нелсън с група индианци от племето асинибойн и в края на юни открива езерото Крос, но чак в края на XIX в. компанията построява първото търговско селище (фактория) Крос Лейк.